# Donkervoort

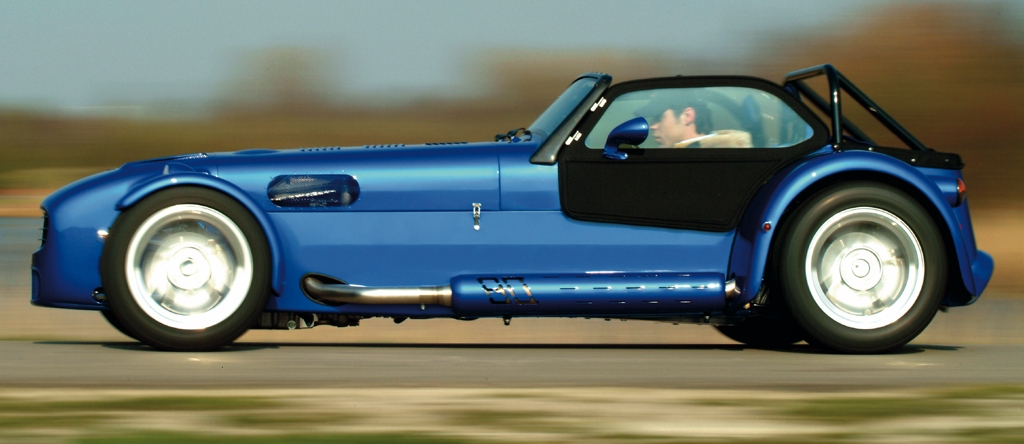
Donkervoort D8

La Donkervoort è una piccola casa automobilistica olandese fondata da Joop Donkervoort nel 1978, che produce fin dagli inizi una replica della Lotus "Seven", vettura di cui Donkervoort era un grande appassionato e della quale voleva proporre una "sua" versione.
L'auto è rimasta praticamente invariata dal lancio fino ad oggi. Nel corso degli anni si sono però adottati, a partire dal 1995, motori Audi 1800 turbo con potenze che variano attualmente dai 150 ai 270 CV.
La gamma attuale è costituita dalla sola "D8", offerta in due versioni differenti (GT e 270 RS).

## Modelli prodotti
| Nome            | Anno          | Motore |
| --------------- | ------------- | --- |
| S7              | 1978-1984     | 2 litri Ford OHC W/ 110 BHP                                                                                 |
| S8              | 1985-1989     | 2 litri Ford OHC W/ 110 bhp                                                                                 |
| S8A             | 1985-1993     | |
| S8AT            | 1986-1994     | Garret T3 turbocompressore, intercooler, catalizzatore a 3 vie, 170 bhp per il 2.0 L / 190 bhp per il 2.2 L |
| D10             | 1988-1989     | 2.160 cm³ con turbina Garrett T3 da 190 bhp                                                                 |
| D8 Zetec        | 1993-1998     | 1.8 litri o 2.0 litri V16 Zetec, da 140 bhp o 160 bhp                                                       |
| D8 Cosworth     | 1994-1998     | 2.0 litri DOHC da 220 a 280 bhp                                                                             |
| D8 Audi (AGU)   | 1999-2002     | 180-250 bhp, turbocompressore, 1.8 L Audi                                                                   |
| D8 Audi (E-gas) | 2003-presente | |
| D8 270 RS       | 2005-2007     | |
| D8 270          | 2008-presente | |
| D8 GT           | 2007-presente | |